# Engelska runinskrifter 4
E 4 är en vikingatida kamfodral av hjorthorn i Lincoln, Lincolnshire, England. Tidigare signum: DR 418, Br E4. Den hittades år 1851 och köptes av Brittiska museet år 1867 ifrån Arthur Trollope.

## Inskriften
Translitterering av runraden:
kamb : koþan : kiari : þorfastr
Normalisering till runsvenska:
Kamb góðan gerði Þorfastr.
Översättning till nusvenska:
Torfast gjorde den goda kammen
Detta kan vara hantverkares underskrift, "varumärke" eller kunde helt enkelt uttrycka Þorfastrs stolthet i hans yrkesskicklighet. Meningen använder sträng V2-ordföljd, typiskt för fornnordiska, men inte för engelska. Tillsammans med E 2 bevisar inskriften att fornnordiska var känd, om inte brukligt i England på vikingatiden.